# ATP Búzios
Das ATP-Turnier von Búzios (offiziell Búzios Open) war ein Herrentennisturnier, das in den Jahren 1991 und 1992 im brasilianischen Badeort Armação dos Búzios ausgetragen wurde.

## Geschichte
Der Wettbewerb wurde auf Outdoor-Hartplätzen veranstaltet, gespielt wurde in der ersten Novemberwoche. Das Turnier war Teil der ATP World Series, der Vorgängerserie der ATP Tour 250.

## Siegerliste
Weder im Einzel noch im Doppel gelang es einem Spieler, beide Austragungen des Turniers zu gewinnen. Allerdings erreichte Jaime Oncins beim Einzelbewerb beide Male das Finale und gewann auch die letzte Austragung; er ist gleichzeitig der einzige einheimische Sieger.

### Einzel
| Jahr | Sieger       | Finalisten           | Finalergebnis |
| ---- | ------------ | -------------------- | ------------- |
| 1992 | Jaime Oncins | Luis-Enrique Herrera | 6:3, 6:2      |
| 1991 | Jordi Arrese | Jaime Oncins         | 1:6, 6:4, 6:0 |

### Doppel
| Jahr | Sieger                      | Finalisten                    | Finalergebnis |
| ---- | --------------------------- | ----------------------------- | ------------- |
| 1992 | Maurice Ruah Mario Tabares  | Mark Keil Tom Mercer          | 7:6, 6:7, 6:4 |
| 1991 | Sergio Casal Emilio Sánchez | Javier Frana Leonardo Lavalle | 4:6, 6:3, 6:4 |